# Campeonato Mundial de Ciclismo em Pista de 2006
O CIII Campeonato Mundial de Ciclismo em Pista celebrou-se em Bordéus (França) entre 13 e 16 de abril de 2006 baixo a organização da União Ciclista Internacional e a Federação Francesa de Ciclismo.
As competições realizaram-se no Velódromo de Bordéus. Contou-se com a presença de 260 ciclistas de 34 países. Ao todo participou-se em 15 eventos, 9 masculinos e 6 femininos.

## Calendário
| Dia      | Hora* | Evento                    | Tipo |
| -------- | ----- | ------------------------- | ---- |
| 13.04.06 | 18:35 | 500 m contrarrelógio      | F    |
| 13.04.06 | 19:25 | Perseguição ind.          | F    |
| 13.04.06 | 20:00 | Velocidade por eqs.       | M    |
| 13.04.06 | 20:15 | Carreira por pontos 40 km | M    |
| 14.04.06 | 18:45 | Carreira por pontos 25 km | F    |
| 14.04.06 | 19:20 | Perseguição ind.          | M    |
| 14.04.06 | 20:10 | Kerin                     | M    |
| 14.04.06 | 20:20 | 1 km contrarrelógio       | M    |
| 15.04.06 | 15:45 | Scratch 15 km             | M    |
| 15.04.06 | 17:25 | Perseguição por eqs.      | M    |
| 15.04.06 | 18:10 | Velocidade ind.           | F    |
| 16.04.06 | 14:30 | Scratch 10 km             | F    |
| 16.04.06 | 16:00 | Madison 50 km             | M    |
| 16.04.06 | 17:25 | Keirin                    | F    |
| 16.04.06 | 15:50 | Velocidade ind.           | M    |

- (*) – Hora local de Burdeos (UTC +2)

## Medalhistas

### Masculino
| Evento                          | Ouro                                                                                    | Prata                                                                                     | Bronze |
| ------------------------------- | --------------------------------------------------------------------------------------- | ----------------------------------------------------------------------------------------- | --- |
| Velocidade individual (16.04)   | Theo Bos · Países Baixos                                                                | Craig MacLean · Reino Unido                                                               | Stefan Nimke · Alemanha                                                                                           |
| Velocidade por equipas (13.04)  | França · Grégory Baugé · Mickaël Bourgain · Arnaud Tournant · 43,969                    | Reino Unido · Jamie Staff · Craig MacLean · Chris Hoy · Jason Queally · 44,194            | Austrália · Shane Perkins · Ryan Bayley · Shane Kelly · 44,600                                                    |
| Perseguição individual (14.04)  | Robert Bartko · Alemanha · 4:23,473                                                     | Jens Mouris · Países Baixos · 4:24,480                                                    | Paul Manning · Reino Unido · 4:20,902                                                                             |
| Perseguição por equipas (15.04) | Austrália · Peter Dawson · Matthew Goss · Mark Jamieson · Stephen Wooldridge · 4:01,491 | Reino Unido · Stephen Cummings · Robert Hayles · Paul Manning · Geraint Thomas · 4:01,527 | Ucrânia · Volodymyr Diudia · Roman Kononenko · Liubomyr Polataiko · Maxym Polishchuk · Vitali Shchedov · 4:04,695 |
| 1 km contrarrelógio (14.04)     | Chris Hoy · Reino Unido · 1:01,361                                                      | Ben Kersten · Austrália · 1:02,085                                                        | François Pervis · França · 1:02,696                                                                               |
| Carreira por pontos (13.04)     | Peter Schep · Países Baixos · 31 pts.                                                   | Rafał Ratajczyk · Polónia · 18 pts.                                                       | Vasil Kiryienka · Bielorrússia · 15 pts.                                                                          |
| Scratch (15.04)                 | Jérôme Neuville · França ·                                                              | Ángel Darío Colla · Argentina ·                                                           | Ioannis Tamuridis · Grécia ·                                                                                      |
| Keirin (14.04)                  | Theo Bos · Países Baixos                                                                | José Antonio Escuredo · Espanha                                                           | Arnaud Tournant · França                                                                                          |
| Madison (16.04)                 | Joan Llaneras Roselló · Isaac Gálvez · Espanha · 16 pts.                                | Liubomyr Polataiko · Volodymyr Rybin · Ucrânia · 11 pts.                                  | Juan Esteban Curuchet · Walter Pérez · Argentina · 9 pts.                                                         |

### Feminino
| Evento                         | Ouro                                        | Prata                               | Bronze                                      |
| ------------------------------ | ------------------------------------------- | ----------------------------------- | ------------------------------------------- |
| Velocidade individual (15.04)  | Natalia Tsylinskaya · Bielorrússia ·        | Victoria Pendleton · Reino Unido ·  | Guo Shuang · China ·                        |
| Perseguição individual (13.04) | Sarah Hammer · Estados Unidos · 3:37,227    | Olga Sliusareva · Rússia · 3:37,544 | Katie Mactier · Austrália · 3:36,123        |
| 500 m contrarrelógio (13.04)   | Natalia Tsylinskaya · Bielorrússia · 34,152 | Anna Meares · Austrália · 34,352    | Lisandra Guerra Rodríguez · Cuba · 34,609   |
| Carreira por pontos (14.04)    | Lado Carrara · Itália · 35 pts.             | Olga Sliusareva · Rússia · 35 pts.  | Gema Pascual Torrecilla · Espanha · 30 pts. |
| Scratch (16.04)                | María Luisa Cale · Colômbia                 | Gina Grain · Canadá                 | Olga Sliusareva · Rússia                    |
| Keirin (16.04)                 | Christin Muche · Alemanha                   | Clara Sanchez · França              | Guo Shuang · China                          |

## Medalheiro
| Ordem | País           | Medalha de ouro | Medalha de prata | Medalha de bronze | Total |
| ----- | -------------- | --------------- | ---------------- | ----------------- | ----- |
| 1     | Países Baixos  | 3               | 1                | 0                 | 4     |
| 2     | França         | 2               | 1                | 2                 | 5     |
| 3     | Alemanha       | 2               | 0                | 2                 | 4     |
| 4     | Bielorrússia   | 2               | 0                | 1                 | 2     |
| 5     | Reino Unido    | 1               | 4                | 0                 | 5     |
| 6     | Austrália      | 1               | 2                | 2                 | 5     |
| 7     | Espanha        | 1               | 1                | 1                 | 3     |
| 8     | Colômbia       | 1               | 0                | 0                 | 1     |
| 8     | Estados Unidos | 1               | 0                | 0                 | 1     |
| 8     | Itália         | 1               | 0                | 0                 | 1     |
| 11    | Rússia         | 0               | 2                | 1                 | 3     |
| 12    | Argentina      | 0               | 1                | 1                 | 2     |
| 12    | Ucrânia        | 0               | 1                | 1                 | 2     |
| 14    | Canadá         | 0               | 1                | 0                 | 1     |
| 14    | Polónia        | 0               | 1                | 0                 | 1     |
| 16    | China          | 0               | 0                | 2                 | 2     |
| 17    | Cuba           | 0               | 0                | 1                 | 1     |
| 17    | Grécia         | 0               | 0                | 1                 | 1     |
|       | TOTAL          | 15              | 15               | 15                | 45    |